# Mnészarkhosz (sztoikus filozófus)
Mnészarkhosz (Kr. e. 2. század) görög sztoikus filozófus
Panaitiosz tanítványa volt, Kr. e. 110 körül a sztoát vezette. A rétorok esküdt ellenségének számított. Cicero tesz róla említést, munkái nem maradtak fenn.